# Atentado contra la catedral de Macasar de 2021
El atentado de la catedral de Macasar fue un ataque ocurrido el 28 de marzo de 2021, alrededor de las 10:2 (UTC + 8) en la Catedral del Sagrado Corazón en Macasar, Sulawesi del Sur, Indonesia, durante un Servicio del Domingo de Ramos. Fue el primer atentado con bomba en una iglesia en Indonesia desde los atentados del 13 de mayo de 2018 en tres iglesias en Surabaya.

## Eventos
El atentado ocurrió fuera de la Catedral del Sagrado Corazón de Macasar, la catedral más antigua de la ciudad, mientras se realizaba un servicio del Domingo de Ramos en el interior. La explosión ocurrió en la puerta sureste de la catedral, cerca de la intersección de las calles Thamrin y Kajaolalido. Según la policía, los perpetradores viajaban en motocicleta y tenían la intención de ingresar a la iglesia cuando fueron detenidos por la policía frente a la catedral. Cuando se pidió a los perpetradores que se bajaran de la motocicleta, se produjo la explosión.
Según los informes, varios feligreses resultaron heridos en el ataque. La policía regional de Sulawesi del Sur describió el incidente como un atentado suicida. El portavoz de la Policía Nacional, Argo Yuwono, dijo que había dos perpetradores del ataque. El lugar del bombardeo fue en una vecindad con el cuartel general de la policía de la ciudad de Makassar y el Ayuntamiento de Makassar. En el lugar se encontraron restos humanos. No hubo muertes de la congregación de la iglesia, pero ambos perpetradores fueron asesinados y mutilados en el impacto. Sin embargo, 20 personas resultaron heridas en la explosión. Según la grabación de CCTV, había tres transeúntes y un automóvil sedán justo antes de que ocurriera la explosión.

## Autoría
El ataque fue realizado por dos terroristas suicidas, cuya identidad se desconoce hasta el momento. No se ha liberado ningún reclamo de responsabilidad. Sin embargo, las autoridades indonesias identificaron a uno de los atacantes horas después del ataque. Fue descrito como miembro de una célula terrorista que llevó a cabo otro ataque contra una catedral en Jolo, Filipinas, en 2019. El otro perpetrador, una mujer, se encuentra actualmente bajo examen.
Un erudito indonesio sobre terrorismo, Al Chaidar, había dicho anteriormente que el ataque fue llevado a cabo por el grupo terrorista islámico Jamaah Ansharut Daulah, que también es responsable del ataque de Jolo.